# Ophiacantha meridionalis
Ophiacantha meridionalis är en ormstjärneart som beskrevs av George Richard Lyman 1869. Ophiacantha meridionalis ingår i släktet Ophiacantha och familjen knotterormstjärnor. Inga underarter finns listade i Catalogue of Life.